# DJ Rolando
DJ Rolando, wł. Rolando Ray Rocha – latynoamerykański DJ i producent muzyczny techno.
Wydawał muzykę z takimi grupami jak Underground Resistance czy Los Hermanos. Zyskał rozgłos, gdy w 1999 r. wraz z wytwórnią Underground Resistance został wplątany w skandal. Polegał on na bezprawnym wydaniu przez Sony/BMG utworu, będącego wersją cover kompozycji Knights of the Jaguar. Jego autorem była grupa UR, w skład której wchodził również DJ Rolando. Autorzy nigdy nie otrzymali rekompensaty, jednak incydent ten wpłynął pozytywnie na międzynarodową promocję samego utworu.

## Dyskografia

### EP / Single
- 1997 – The Aztec Mystic
- 1998 – Aztlan / DayStar Rising
- 2000 – Jaguar
- 2008 – Hiatus
- 2009 – The Afterlife

### Kompilacje / Sety
- 1999 – The Aztec Mystic Mix
- 2002 – Vibrations
- 2003 – Live @ UR Party 2002
- 2003 – Nite:Life 016
- 2003 – Sweat Volume One
- 2003 – From There To Here And Now